# 戰地情
是一部2016年美國劇情片，由西恩·潘執導，艾琳·丁南撰寫劇本。電影主演包括莎莉·賽隆、哈維爾·巴登、阿黛兒·艾薩卓普洛斯和尚·雷諾。該片於2016年5月20日在第69屆坎城影展上作為競爭金棕櫚獎的競賽片，但普遍獲得負面的評價。也因此使香港原定於2017年5月中上映的檔期離奇取消，改為2018年10月19日才以影碟形式正式推出本片。

## 劇情
故事敘述一名女醫生兼活動家被派往西非，領導著無國界醫生組織，儘管她喜歡自己的工作，但仍常發現自己會與她死去父親的成就作對比。2003年，她遇見了另一名英俊的外科醫生，很快地兩人便相戀上。但兩人卻察覺到，身處於被貧困和戰爭所撕裂的土地上，自己的處境並不安全。

## 演員
- 莎莉·賽隆 飾 Wren Petersen
- 哈維爾·巴登 飾 Miguel Leon
- 阿黛兒·艾薩卓普洛斯 飾 Ellen
- 尚·雷諾 飾 Dr. Love
- 傑瑞德·哈里斯 飾 Dr. John Farber
- 斯邦吉尔·玛拉博（英语：Sibongile Mlambo） 飾 Assatu
- 梅里特·韦弗 飾 Marlee

## 製作
2014年4月10日，西恩·潘將於戰區題材的劇情片《The Last Face》中擔任導演，而莎莉·賽隆和哈維爾·巴登將作為主演。主要攝影於2014年8月1日在開普敦開始進行。

## 發行

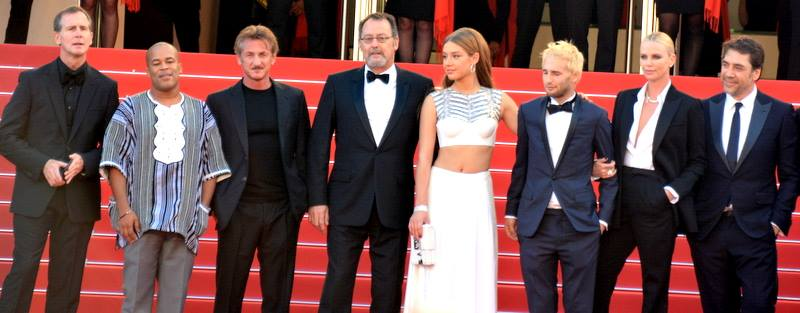
導演、監製及演員們出席於坎城影展

《戰地情》於2016年5月20日在第69屆坎城影展上首映。不久後，薩班影業收購了該片的美國發行權。

## 備註
1. 臺灣前譯作「最後的臉孔」。

## 外部連結
- 互联网电影数据库（IMDb）上《The Last Face》的资料（英文）